# Hemiancistrus guahiborum
Hemiancistrus guahiborum är en fiskart som beskrevs av Werneke, Armbruster, Lujan och Donald C.Taphorn 2005. Hemiancistrus guahiborum ingår i släktet Hemiancistrus och familjen Loricariidae. Inga underarter finns listade i Catalogue of Life.